# Atomflot
Atomflot je rusko državno podjetje, s sedežem v mestu Murmansk, v Murmanski oblasti na obali Barentsovega morja v Artičnem oceanu. Glavna dejavnost podjetja je upravljanje z rusko trgovsko mornarico v arktičnem oceanu in njegovih robnih morjih. Floto sestavljajo predvsem jedrski ledolomilci, ki jih uporabljajo predvsem za prevoz tovora in potnikov med pristanišči ob Artičnem oceanu (med Norveško, Rusijo, Aljasko in Kanado ter plovbe v raziskovalne in turistične namene.
Največji jedrski ledolomilec, s katerim upravlja Atomflot, se imenuje 50 let pobedi - 50 let zmage (rus. 50 лет Победы, 50 let pobedy). Zgrajen je bil v ladjedelnici v Sankt-Peterburgu ob 50. obletnici Sovjetske zmage v Veliki domovinski vojni (2. svetovna vojna). Omenjeno plovilo v juniju, juliju in avgustu pluje na turistični liniji Murmansk - Severni pol - Zemlja Franca Jožefa - Murmansk.
Atomflot je hčerinsko podjetje koncerna Rosatom.